# Eberhard Killinger
Eberhard Friedrich Jacob Killinger (* 27. August 1770 in Wunsiedel; † 1. Mai 1826 in Bayreuth) war ein deutscher Bergingenieur und Leiter des Bergamtes Bayreuth.

## Leben

### Herkunft und Familie
Eberhard Killinger entstammte einer Familie, die ihren Namen nach ihrem Herkunftsort Killingen, Ortsteil von Ellwangen, ableitet. Die Herren von Killingen bewohnten im 14./15. Jahrhundert die Burg Killingen und waren verwandt mit den Herren von Herren von Röhlingen.

Wappen derer von Killingen nach dem Neuen Siebmacher (1911)

Er war der Sohn des Landvogts Johann Georg Killinger (1732–1785) und dessen Ehefrau Johanna Sophia (von) Spangenberg (1749–1791) und wuchs zusammen mit seinem Bruder German Friedrich (1775–1863) auf.
Die Berghauptmänner Friedrich Anton von Heynitz und Friedrich Wilhelm von Reden waren deren Cousins. 
Am 10. April 1796 schloss er mit Maria Henriette Johanna Rhau (1774–1826) die Ehe, aus der vier Söhne und zwei Töchter hervorgegangen sind.
Deren Schwester Johanna Catharina Ernestina war Eberhards Bruder German Friedrich verheiratet.

### Ausbildung und Beruf
Nach dem Abitur am Gymnasium Christian-Ernestinum in Bayreuth, wo er am 18. April 1791 die öffentliche Abschiedsrede über die Geschichte der Bergwerkskunde hielt, begann er mit einem einjährigen Stipendium ein bergmännisches Studium an der Bergakademie Freiberg in Sachsen. Nach der Abtretung der fränkischen Fürstentümer an Preußen im Jahre 1791 war der Staatsminister Karl August von Hardenberg bemüht, das Berg- und Hüttenwesen nach schlesischem Vorbild auch in Franken zu fördern und hierfür einheimische Kräfte zu gewinnen. So wurde Hardenberg ein kräftiger Förderer Killingers. Dieser erhielt ein weiteres Stipendium von jährlich 3000 Gulden, nachdem er bergwissenschaftliche Aufzeichnungen, die er bei einer Studienreise nach Thüringen angefertigt hatte, veröffentlichte. Er studierte Chemie und wurde 1794 Berggeschworener in Goldkronach im Fichtelgebirge und dort zwei Jahre später königlich-preußischer Vize-Oberbergmeister. 1797 löste er Alexander von Humboldt, zu dem er freundschaftliche Beziehungen pflegte, im Amt des Oberbergmeisters ab, das er auch unter der französischen Herrschaft weiter führte. Seit 1810 war er königlich-bayerischer Oberbergmeister im ehemaligen Fürstentum Bayreuth. Auf seinen Wunsch hin wurde er 1814 als Oberbergmeister nach Bayreuth versetzt. Nach der Zentralisierung des Bayreuther Berg- und Hüttenwesens mit der Aufhebung des Oberbergmeisteramtes Bayreuth als Mittelstelle und der Unterstellung der Bergämter Wunsiedel und Steben unter die Generalbergwerksadministration in München wurde Killinger 1819 mit der Verwaltung des Bergamtes Wunsiedel beauftragt. Damit erhielt er nicht die Stellung eines Bayreuther Inspektions-Kommissärs, die ihm 1814 für die Neuorganisation des Bergwesens zugesagt worden war, sondern wurde nach 25 Dienstjahren in den Aufgabenkreis seiner Stellung, die er anfangs eingenommen hatte, zurückversetzt.
Am 5. Mai 1826 wurde er neben seinem Großvater Albrecht Eberhard Killinger bestattet. 